# Наклёп
Наклёп (нагарто́вка) — упрочнение металлов и сплавов вследствие изменения их структуры и фазового состава в процессе пластической деформации при температуре ниже температуры рекристаллизации. Наклёп сопровождается выходом на поверхность образца дефектов кристаллической решётки, увеличением прочности и твёрдости и снижением пластичности, ударной вязкости, сопротивления металлов деформации противоположного знака (эффект Баушингера). Наблюдается, например, при накатке резьбы на детали, из-за чего накатанная резьба прочнее нарезанной.

## Виды наклёпа
Различают фазовый и деформационный наклёп.
- Деформационный наклёп является результатом действия внешних деформационных сил.
- При фазовом наклёпе источником деформаций служат фазовые превращения, в результате которых образуются новые фазы с отличным от исходной (-х) удельными объёмами.

### Деформационный наклёп
1. Дробеструйный наклёп — упрочнение, которое достигается за счёт кинетической энергии потока круглой чугунной или стальной дроби, а также других круглых дробей, например керамической, направляемым скоростным потоком воздуха или роторным дробомётом.
2. Центробежно-шариковый наклёп (нагартовка) — создаётся за счёт кинетической энергии шариков (роликов), расположенных на периферии обода, которые взаимодействуют с обрабатываемой поверхностью и отбрасываются вглубь гнезда.

## Перенаклёп
При значительных деформациях вследствие перенаклёпа в материале возникают поры, субмикротрещины и другие дефекты. Такое состояние металла (сплава) называется перенаклёпом. Перенаклёп — одна из причин хрупкости, а также снижения конструкционной прочности сплавов.

## Разупрочнение
При нагреве, например, во время отжига, подвергнутого наклёпу металла происходит его разупрочнение вследствие развития процессов отдыха, полигонизации, рекристаллизации.

## Упрочнение деталей наклёпом
В машиностроении наклёп используется для поверхностного упрочнения деталей. Наклёп приводит к возникновению в поверхностном слое детали благоприятной системы остаточных напряжений, влияние которых главным образом и определяет высокий упрочняющий эффект поверхностной пластической деформации (ППД), выражающийся в повышении усталостной прочности, а иногда и износостойкости.
Для получения упрочненного наклёпом поверхностного слоя заготовку подвергают обработке различными видами ППД, например, обкатка роликами, дробеструйная обработка, поверхностное дорнование, выглаживание и др.